# Chirurgo generale degli Stati Uniti
Il chirurgo generale degli Stati Uniti (Surgeon General of the United States) è il capo esecutivo dello United States Public Health Service Commissioned Corps e il portavoce delle questioni di salute pubblica all'interno del governo federale.
Viene nominato direttamente dal Presidente e poi confermato dal Senato. Il suo mandato dura quattro anni.

## Chirurghi generali degli Stati Uniti
| #  | Foto | Nome                                 | Mandato          | Mandato           | Presidente                        |
| #  | Foto | Nome                                 | Inizio           | Termine           | Presidente                        |
| -- | ---- | ------------------------------------ | ---------------- | ----------------- | --------------------------------- |
| 1  |      | John M. Woodworth                    | 29 marzo 1871    | 14 marzo 1879     | Ulysses S. Grant (1869–1877)      |
| 2  |      | Commodore John B. Hamilton           | 3 aprile 1879    | 1º giugno 1891    | Rutherford B. Hayes (1877–1881)   |
| 3  |      | Commodore Walter Wyman               | 1º giugno 1891   | 21 novembre 1911  | Benjamin Harrison (1889–1893)     |
| 4  |      | Commodore Rupert Blue                | 13 gennaio 1912  | 3 marzo 1920      | William Taft (1909–1913)          |
| 5  |      | RADM Hugh S. Cumming                 | 3 marzo 1920     | 31 gennaio 1936   | Woodrow Wilson (1913–1921)        |
| 6  |      | RADM Thomas Parran, Jr.              | 6 aprile 1936    | 6 aprile 1948     | Franklin D. Roosevelt (1933–1945) |
| 7  |      | RADM Leonard A. Scheele              | 6 aprile 1948    | 8 agosto 1956     | Harry S. Truman (1945–1953)       |
| 8  |      | RADM LeRoy E. Burney                 | 1º agosto 1956   | 29 gennaio 1961   | Dwight D. Eisenhower (1953–1961)  |
| 9  |      | Luther Terry                         | 2 marzo 1961     | 1º ottobre 1965   | John F. Kennedy (1961–1963)       |
| 10 |      | William H. Stewart                   | 1º ottobre 1965  | 1º agosto 1969    | Lyndon Johnson (1963–1969)        |
| –  |      | RADM Richard A. Prindle Ad interim   | 1 agosto 1969    | 18 dicembre 1969  | Richard Nixon (1969–1974)         |
| 11 |      | Jesse L. Steinfeld                   | 18 dicembre 1969 | 30 giugno 1973    | Richard Nixon (1969–1974)         |
| –  |      | RADM Paul Ehrlich, Jr. Ad interim    | 1º luglio 1973   | 13 luglio 1977    | Richard Nixon (1969–1974)         |
| 12 |      | VADM Julius B. Richmond              | 13 luglio 1977   | 20 gennaio 1981   | Jimmy Carter (1977—1981)          |
| –  |      | RADM John C. Greene Ad interim       | 21 gennaio 1981  | 14 maggio 1981    | Ronald Reagan (1981–1989)         |
| –  |      | Edward Brandt, Jr. Ad interim        | 14 maggio 1981   | 21 gennaio 1982   | Ronald Reagan (1981–1989)         |
| 13 |      | VADM C. Everett Koop                 | 21 gennaio 1982  | 1º ottobre 1989   | Ronald Reagan (1981–1989)         |
| –  |      | Ammiraglio James O. Mason Ad interim | 1º ottobre 1989  | 9 marzo 1990      | George H. W. Bush (1989–1993)     |
| 14 |      | VADM Antonia C. Novello              | 9 marzo 1990     | 30 giugno 1993    | George H. W. Bush (1989–1993)     |
| –  |      | RADM Robert A. Whitney Ad interim    | 1º luglio 1993   | 8 settembre 1993  | Bill Clinton (1993–2001)          |
| 15 |      | VADM Joycelyn Elders                 | 8 settembre 1993 | 31 dicembre 1994  | Bill Clinton (1993–2001)          |
| –  |      | RADM Audrey F. Manley Ad interim     | 1º gennaio 1995  | 1º luglio 1997    | Bill Clinton (1993–2001)          |
| –  |      | RADM J. Jarrett Clinton Ad interim   | 2 luglio 1997    | 12 febbraio 1998  | Bill Clinton (1993–2001)          |
| 16 |      | Ammiraglio David Satcher             | 13 febbraio 1998 | 12 febbraio 2002  | Bill Clinton (1993–2001)          |
| –  |      | RADM Kenneth P. Moritsugu Ad interim | 13 febbraio 2002 | 4 agosto 2002     | George W. Bush (2001–2009)        |
| 17 |      | VADM Richard Carmona                 | 5 agosto 2002    | 31 luglio 2006    | George W. Bush (2001–2009)        |
| –  |      | RADM Kenneth P. Moritsugu Ad interim | 1º agosto 2006   | 30 settembre 2007 | George W. Bush (2001–2009)        |
| –  |      | RADM Steven K. Galson Ad interim     | 1º ottobre 2007  | 1º ottobre 2009   | George W. Bush (2001–2009)        |
| –  |      | RADM Donald L. Weaver Ad interim     | 1º ottobre 2009  | 2 novembre 2009   | Barack Obama (2009–2017)          |
| 18 |      | VADM Regina Benjamin                 | 3 novembre 2009  | 17 luglio 2013    | Barack Obama (2009–2017)          |
| –  |      | RADM Boris D. Lushniak Ad interim    | 17 luglio 2013   | 18 dicembre 2014  | Barack Obama (2009–2017)          |
| 19 |      | VADM Vivek Murthy                    | 18 dicembre 2014 | 21 aprile 2017    | Barack Obama (2009–2017)          |
| –  |      | RADM Sylvia Trent-Adams Ad interim   | 21 aprile 2017   | 5 settembre 2017  | Donald Trump (2017–2021)          |
| 20 |      | VADM Jerome Adams                    | 5 settembre 2017 | 26 gennaio 2021   | Donald Trump (2017–2021)          |
| –  |      | RADM Susan Orsega Ad interim         | 26 gennaio 2021  | 24 marzo 2021     | Joe Biden (2021–2025)             |
| 21 |      | VADM Vivek Murthy                    | 24 marzo 2021    | 20 gennaio 2025   | Joe Biden (2021–2025)             |
| –  |      | RADM Denise Hinton Ad interim        | 20 gennaio 2025  | In carica         | Donald Trump (2025–)              |